# Barombi (langue)
Pour les articles homonymes, voir Barombi.
Le barombi (ou balombi, barumbi, lambi, lombe, lombi, rambi, rombi) est une langue bantoue parlée dans le Sud-Ouest du Cameroun, dans le département du Meme, au nord du mont Cameroun, autour du lac Barombi Koto, à l'ouest de Kumba et au lac Barombi Mbo, également dans le département du Ndian, au nord-est d'Ekondo-Titi. 
En 2001 on dénombrait 3 000 locuteurs.